# Robert Fergusson
Robert Fergusson (Edimburg, 5 de setembre de 1750 - Edimburg, 16 d'octubre de 1774) fou un poeta escocès. Va estudiar a la Universitat de Saint Andrews i va treballar-hi d'oficinista.
La seva obra està escrita tant en anglès com en llengua escocesa, però són més apreciats els poemes elaborats en aquesta última, que van servir d'inspiració per al també poeta escocès Robert Burns. El 1773 publicà un volum de poemes, els quals són un retrat de l'ambient popular d'Edimburg. Aparegueren publicats el 1779 (Poems). Una col·lecció dels seus poemes es va imprimir en Glasgow l'any 1813, en dos volums, precedits per una biografia escrita per David Irving. Va morir en un manicomi.